# Mișcarea Națională Turcă

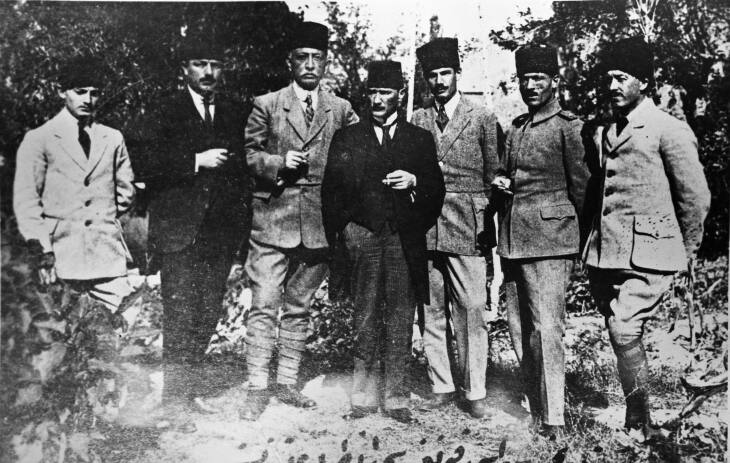
Naționaliști proeminenți la Congresul de la Sivas. De la stânga la dreapta: Muzaffer Kılıç, Rauf Orbay, Bekir Sami Kunduh, Mustafa Kemal Atatürk, Rușen Eșref Ünaydın, Cemil Cahit Toydemir, Cevat Abbas Gürer.

Mișcarea Națională Turcă (turcă Türk Ulusal Hareketi) este termenul care definește activitățile militare și politice ale revoluționarilor turci, care au avut ca rezultat crearea și desăvârșirea Republicii Turcia, după înfrângerea Imperiului Otoman în Primul Război Mondial, după ocuparea Istanbulului și împărțirea Imperiului Otoman de către aliați ca urmare a Armistițiului de la Moudros. Otomanii au perceput mișcarea ca o conspirație împotriva lor. Rebelii s-au împotrivit Tratatului de la Sèvres, semnat în 1920 de către guvernul otoman, prin care otomanii renunțau la teritorii din Anatolia. 
Revoluționarii turci s-au împotrivit cu arma în mână împotriva partiționării Imperiului Otoman de către puterile învingătoare, în conformitate cu prevederile Armistițiului de la Moudros, care a pus capăt în mod oficial participării Imperiului Otoman la luptele primei conflagrații mondiale. Revoluționarii s-au ridicat la luptă și împotriva Tratatului de la Sèvres semnat în 1920 de către guvernul otoman, care consfințea împărțirea țării în conformitate cu interesele învingătorilor. 

## Istoric
După fondarea Mișcării Naționale Turce și victoria în Războiul de Independență al Turciei, revoluționarii au abolit Sultanatul Otoman pe 1 noiembrie 1922 și au proclamat Republica Turcia pe 29 octombrie 1923. Mișcarea Națională a refuzat să pună în aplicare prevederile Tratatului de la Sèvres, obligând Aliații să accepte noi negocieri de pace. Prin semnarea Tratatului de la Lausanne, revoluționarii turci au reușit să obțină anularea prevederilor oneroase ale Tratatului de la Sevres și au obținut recunoașterea granițelor naționale. 
Forțele naționale s-au coalizat sub conducerea lui Mustafa Kemal Pasha și a organului legislativ al revoluției, Marea Adunare Națională, cu sediul la Ankara.  Forțele naționale au declanșat un război de independență, din luptele căruia au ieșit învingătoare. Mișcarea s-a bazat pe o ideologie progresistă, numită de cei mai mulți comentatori "Kemalism", ori "Atatürk ism".  Principiile de bază ale acestei ideologii au fost:  forma de guvernare republicană, administrația seculară, naționalism, economie mixtă cu participarea statului în sectoarele de interes național (opusă economiei socialiste) și modernizarea națională. Revoluționarii turci au fost influențați în principal de ideile care au apărut și s-au dezvoltat în perioada Tanzimatului. 
Naționaliștii turci nu trebuie confundați cu mișcarea Junilor Turci care a fost activă în cam aceeași perioadă, care a fost însă legată strâns de statul otoman și ideile imperiale. Revoluționarii turci nu au format un grup omogen, ei remarcându-se prin idei diferite asupra diferitelor probleme politice sau sociale. Au fost situații în care membrii ai acestei mișcări nu au comunicat între ei, în ciuda faptului că se aflau la conducerea unor instituții politice sau sociale de primă importanță. Ideea comună care i-a unit a fost aceea a apărării suveranității Turciei.